# Нормандская династия
Нормандская династия (англ. House of Normandy) — аристократический род норманнского происхождения, правивший в Нормандии (911—1135) и Англии (1066—1135). Династия была основана норвежским викингом Роллоном, получившим в 911 году от правителя Западно-Франкского королевства территорию Нормандии, позднее ставшую герцогством.
В результате завоевания Англии герцогом Вильгельмом в 1066 году под власть Нормандской династии перешло Английское королевство. Последний представитель династии по мужской линии Генрих I скончался в 1135 году, ему наследовал его племянник Стефан Блуасский, также иногда относимый к Нормандской династии. После смерти короля Стефана в 1154 году на престолах Англии и Нормандии утвердилась династия Плантагенетов.

## Происхождение
В вопросе о происхождении Роллона, основателя Нормандской династии, средневековые историки сильно расходятся. Согласно Дудо Сен-Кантенскому и Гийому Жюмьежскому Роллон происходил из знатной датской семьи и был вынужден бежать из Дании после смерти своего отца.
Скандинавские саги, прежде всего «Сага об оркнейцах», свидетельствуют о норвежских корнях первого правителя Нормандии. Спор между сторонниками датской и норвежской теорий продолжался до XX века и до настоящего времени окончательно не разрешён. Тем не менее, большинство современных историков склоняются к версии, изложенной в «Саге об оркнейцах» и сагах, записанных Снорри Стурлусоном. В соответствии с этой теорией, отцом Роллона был Рёгнвальд Эйстейнссон, ярл Мёра, небольшого раннегосударственного образования на западном побережье Норвегии между Тронхеймом и Бергеном.
В 860-х годах Мер был завоёван королём Норвегии Харальдом Прекрасноволосым. Многочисленная и беспокойная местная знать, не найдя себе применения в рамках единого норвежского государства, устремилась на запад, совершая набеги на побережье Западной Европы и колонизируя новые территории. Ярлу Рёгнвальду удалось закрепиться на Оркнейских и Шетландских островах, где он основал автономное графство Оркни под верховным сюзеренитетом короля Норвегии. Один из сыновей Рёгнвальда, Эйнар Рёгнвальдссон стал основателем линии ярлов (графов) Оркнейских островов, доминировавших на крайнем севере Британских островов до XII века.
Другой сын, Хрольф (или Рольф) «Пешеход», возглавил крупный отряд датско-норвежских викингов, которые с 886 года начали планомерно разорять французские земли в низовьях Сены, иногда продвигаяся вглубь страны и доходя до Парижа. Во Франции имя Хрольфа произносили как Роллон.
В 911 году король Карл III Простоватый, не имея сил для борьбы с викингами, заключил с Роллоном договор, по которому последний получал в лен побережье в районе Сены с центром в Руане (современная Верхняя Нормандия), а взамен признавал своим сеньором короля Франции и переходил в христианство. Это соглашение заложило основы Нормандского герцогства, которое стало наследственным владением Роллона и его потомков.

## Правление в Нормандии
Государство, основанное Роллоном в Нормандии, с самого начала имело двойственную природу: скандинавские традиции соседствовали с франкскими институтами. Постепенно, однако, скандинавское влияние во всех сферах жизни сокращалось, уступая место французской культуре и феодальным отношениям. Тем не менее у представителей Нормандской династии долгое время (до XI века) сохранялись обычаи норманнского брачного права, идущие вразрез с церковными нормами (герцоги Нормандии зачастую женились без венчания и при жизни предыдущей супруги), и практика присвоения детям двух имён — скандинавского и франкского. Так, Роллон в отношениях с внешним миром и духовенством использовал имя Роберт (I), а его дочь Герлок именовалась одновременно Адела.
В период правления сына Роллона, Вильгельма Длинный Меч в Нормандии активно внедрялись франкские государственные традиции, а к концу X века датский и норвежский языки были почти полностью вытеснены из употребления французским (за исключением, возможно, Котантена).
Для усиления влияния Нормандской династии большое значение имели последовательные браки Эммы Нормандской, дочери герцога Ричарда I, с двумя английскими королями: Этельредом II и Кнудом Великим.
Эдуард Исповедник, сын Эммы и Этельреда, воспитывался при нормандском дворе и после вступления на английский престол в 1042 году способствовал англо-нормандскому сближению и даже назначил своим наследником герцога Вильгельма Незаконнорождённого. Вильгельму удалось создать в Нормандии эффективную государственную администрацию и мобилизовать силы страны для вторжения в Англию после смерти Эдуарда Исповедника. В результате нормандского завоевания Англии в 1066 году Нормандская династия утвердилась на английском королевском престоле.

## Правление в Англии
После завоевания Англии престолы Нормандии и Англии были объединены под властью короля Вильгельма I. Была создана англонормандская монархия, сочетающая в себе англосаксонские и франко-нормандские институты и характеризующаяся сильной королевской властью и разветвлённым аппаратом центрального управления.
Однако уже после смерти Вильгельма Завоевателя, в 1087 году, государство распалось: герцогом Нормандии стал старший сын Вильгельма I Роберт III Куртгёз, а королём Англии — средний сын Вильгельм II Руфус. Борьба за восстановление единства монархии между детьми Завоевателя продолжалась до 1106 года, когда в результате разгрома Роберта III при Таншбре Нормандия была завоёвана английским королём Генрихом I, младшим сыном Вильгельма I.
Генриху I удалось существенно укрепить англонормандское государство, а благодаря браку с Матильдой Шотландской, правнучкой англосаксонского короля Эдмунда II, он обеспечил легитимизацию прав Нормандской династии на английский престол.
Хотя Вильгельм Завоеватель оставил после себя трёх сыновей, их потомство вскоре пресеклось: единственный сын Роберта III Вильгельм Клитон погиб в 1128 году, король Вильгельм II детей не имел, а сын Генриха I Вильгельм Аделин утонул в 1120 году во время крушения «Белого корабля». В результате, после смерти короля Генриха I в 1134 году не осталось ни одного потомка Вильгельма Завоевателя мужского пола по прямой линии.
В стране развернулась борьба между дочерью Генриха I императрицей Матильдой и сыном его сестры Стефаном Блуаским. Хотя Стефан одержал победу, его позиции в стране были серёзно подорваны за годы гражданской войны. Нарастала также угроза со стороны мужа Матильды Жоффруа Плантагенета, графа Анжу, который вторгся в Нормандию. Незадолго до своей смерти король Стефан признал своим наследником сына Жоффруа и Матильды Генриха. В 1154 году Генрих II был коронован королём Англии, основав таким образом, династию Плантагенетов на английском престоле.
Побочными ветвями Нормандской династии являлись потомки незаконнорождённых детей нормандских и английских монархов этого дома: линии графов д’Эврё и д’Э в Нормандии, могущественная английская аристократическая фамилия де Клер, а также граф Роберт Глостерский и его сыновья.

## Списки правителей

### Нормандия
- Роллон (Роберт I), граф Руана (911—927)
- Вильгельм I Длинный меч, граф Руана (927—942)
- Ричард I, герцог Нормандии (943—996)
- Ричард II, герцог Нормандии (996—1026)
- Ричард III, герцог Нормандии (1026—1027)
- Роберт II Великолепный, герцог Нормандии (1027—1035)
- Вильгельм II, герцог Нормандии (1035—1087), король Англии (1066—1087, под именем Вильгельм I Завоеватель)
- Роберт III Куртгёз, герцог Нормандии (1087—1106)
- Генрих I Боклерк, герцог Нормандии (1106—1134), король Англии (1100—1134)

### Англия
- Вильгельм I Завоеватель, король Англии (1066—1087)
- Вильгельм II Руфус, король Англии (1087—1100)
- Генрих I Боклерк, король Англии (1100—1134)
- Матильда, королева Англии (1141)

### Фландрия
- Вильгельм Клитон, граф Фландрии (1127—1128)

## Генеалогия
```
                                      
Роллон

                                 граф Руана (с 911)
                                  (ок. 860 — 932)
                                         +
                                   
Поппа де Байё

                                         │
                                         ├─────────────────────────────────┐   
                                         │                                 │
                              
Вильгельм I Длинный Меч
                  Адела
                                  граф Руана (с 932)                 (ок. 917 — ок. 969)
                                   (ок. 900 — 942)                         +
                                         +                              
Гийом III

                                    
Спрота
                            герцог Аквитании
                                         │
                                         │
                                      
Ричард I

                                 герцог Нормандии (с 942)
                                   (ок. 935 — 996)
                                         +
                                  1. Эмма Французская
                                  2. 
Гуннора де Крепон

                                         │
    ┌─────────────────┬──────────────────┼─────────────────────┬───────────────┐   
    │                 │                  │                     │               │
 (?)
Роберт
        (2)
Эмма
           (2)
Ричард II
          (?)
Готфрид
   (?)Вильгельм I
граф д'Эврё    (ок. 982 — 1052) герцог Нормандии (с 996) граф де Брионн     граф д'Э
(ум. 1037)            +             (996—1027)            (ум. ок. 1015)  (ум. ок. 1057)
    │         1. 
Этельред II
   1. Юдита Бретонская             │               │
    │         2. 
Кнуд Великий
  2. 
Эстрид Датская
               │               │   
 
Ричард
                                  │                 дом 
де Клер
      
графы д'Э

граф д'Эврё           ┌──────────────────┼─────────────────────┬───────────────┐
(ум. 1067)            │                  │                     │               │
    │         (1)
Ричард III
       (1)
Роберт II
            (1)
Элеонора
     (1)Аделаида
    │         герц. Нормандии  герц. Нормандии (с 1027)     (р. 1002)     (1003—1037)

Вильгельм
        (997—1027)         (999—1035)                 +               +
граф д'Эврё           +                  +                 
Болдуин IV
        
Рено I

(ум. 1118)     
Адель Французская
      Херлева            граф Фландрии  граф Бургундии
    │                                    │
    │                                    ├─────────────────────────────────┐   
 Агнесса                                 │                                 │
                               
Вильгельм I Завоеватель
                  
Аделаида

                                герцог Нормандии (с 1035)           (1030 — ок. 1081)
                                  король Англии (с 1066)                   +
                                    (1028—1087)                     1. 
Ангерран II
, 
граф де Понтье

                                         +                          2. 
Ламберт II
, граф 
Ланса

                                 
Матильда Фландрская
                3. 
Эд III, граф Шампани

                                         │                                              │
       ┌──────────────┬──────────────────┼─────────────────────┬──────────────────┐ 
Стефан Омальский
  
       │              │                  │                     │                  │   (1070—1127)
  
Роберт III
       Ричард          
Вильгельм II
             
Генрих I
            
Адела
      │
герц. Нормандии  (ум. 1081)     король Англии (с 1087) король Англии (с 1100) (ум. 1138)
графы д'Омаль

  (1087—1106)                        (1057—1100)      герц. Нормандии (с 1106)    +
   (ум. 1134)                                             (1068—1135)         
Этьен II

       +                                                       +             граф де Блуа
Сибилла Конверсано                                    1. 
Матильда Шотландская
     │
       │                                              2. 
Аделиза Лувенская
        ├───── ─── ──┐   
       │                                                       │                  │            │

Вильгельм Клитон
                                               │               
Стефан
    
графы де Блуа

граф Фландрии (с 1127)                   ┌─────────────────────┤         король Англии (с 1135)
 (1102—1128)                             │                     │             (1096—1154)
       +                             
Матильда
         
Вильгельм Аделин
            +
1. Аделисия Монферратская        королева Англии (1141)   (1103—1120)      
Матильда Булонская

2. 
Сибилла Анжуйская
                (1102—1167)                +                  │
                                         +              Изабелла де Гатине   
графы Булони

                                 1. 
Генрих V
, император
                                 2. 
Жоффруа V
, граф Анжу
                                         │
                                         │
                                    
Плантагенеты
```